# Odaiiv, Tlumaci
Odaiiv (în ucraineană Одаїв) este un sat în comuna Budzîn din raionul Tlumaci, regiunea Ivano-Frankivsk, Ucraina.

## Demografie
Componența lingvistică a localității Odaiiv
     Ucraineană (99,72%)
     Alte limbi (0,28%)
Conform recensământului din 2001, majoritatea populației localității Odaiiv era vorbitoare de ucraineană (99,72%), existând în minoritate și vorbitori de alte limbi.